# District de Yuanhui
Le district de Yuanhui (源汇区 ; pinyin : Yuánhuì Qū) est une subdivision administrative de la province du Henan en Chine. Il est placé sous la juridiction de la ville-préfecture de Luohe.